# Wolf Butter
Wolf Butter (* 1949 in Aue als Wolf-Rüdiger Butter) ist ein deutscher Komponist. Neben Kammer- und Ballettmusiken komponiert er Schauspiel-, Hörspiel- und Filmmusik.

## Leben
Wolf Butter ist in Hartenstein (Sachsen) aufgewachsen und zur Schule gegangen. Dort war sein Vater Karl Bürgermeister und Ortschronist und wirkte im Arbeiter- und Bauerntheater mit, das auf Schloss Hartenstein regelmäßig Aufführungen des Altenburger Prinzenraubs veranstaltete. Wolf Butter studierte am Robert-Schumann-Konservatorium Zwickau Klarinette, arbeitete als Bühnenmusiker, Komponist, Dozent, Regisseur und Schauspieler.
Neben Engagements an der Berliner Volksbühne, am Berliner Ensemble sowie bei den Stachelschweinen bekleidete er Lehraufträge an der Hochschule für Schauspielkunst „Ernst Busch“ Berlin in Berlin und von 1999 bis 2005 eine Professur für Musikalisches Rollenspiel am Max Reinhardt Seminar in Wien. Seit Jahren ist er mit Solo-Abenden und musikalisch-literarischen Programmen des „Galgentrios“ in Deutschland und der Schweiz auf Tournee und ist als Gesangs-Dozent an der Theaterakademie Vorpommern tätig. Dazu kommen zahlreiche Performances mit seiner langjährigen Partnerin, der Flamencotänzerin und Choreographin Nora Lantez.

## Werke (Auswahl)

### Kammermusik
- 1983: Metamorphosen für 32 Solostreicher, Anhaltische Philharmonie, Landestheater Dessau
- 1984: Konzert für Cello und Orchester, Brandenburger Symphoniker, Solist: Hans-Joachim Scheitzbach, Brandenburg an der Havel
- 1997: Quintett für Klarinette, zwei Violinen, Viola und Violoncello, Uraufführung: 31. Oktober 1997 im Konzerthaus am Gendarmenmarkt, Berlin[2]
- 2008: In memoriam Lutosławski, Streichquartett, Uraufführung: 13. April 2008, Anhaltische Philharmonie, Landestheater Dessau

### Bühnenmusiken
- Professor Mamlock von Friedrich Wolf, Theater Anklam
- Egon und das achte Weltwunder nach Joachim Wohlgemuth, Theater Anklam
- Schneeweißchen und Rosenrot nach Jacob und Wilhelm Grimm, Landestheater Dessau, 1976
- Veilchen von Walentin Katajew – Regie: Edwin Marian (Volksbühne Berlin – Theater im 3. Stock), 1977
- Triptychon, Ballettmusik in drei Sätzen, Henschel Verlag für Musik, Berlin; Uraufführung: Landestheater Dessau 1984[3]
- Ödipus, Ballettmusik, Uraufführung: Landestheater Dessau 1989
- King Lear von William Shakespeare – Regie: Helmut Straßburger und Ernst-Georg Hering, Anhaltisches Theater Dessau, 1999
- Verschollener Ruhm der Riesenstadt New York von Bertolt Brecht. Ein Amerika-Abend., Musikalische Leitung,  Inszenierung: Manfred Karge, Berliner Ensemble 2003
- Die Räuber von Friedrich Schiller in Hannover
- Zwerg Nase  von Wilhelm Hauff – Regie: Herbert Olschok, Potsdamer Theater, 2005
- Das kalte Herz von Wilhelm Hauff – Regie: Herbert Olschok, Anhaltisches Theater Dessau, 2006
- Miss Sara Sampson von Gotthold Ephraim Lessing, Staatstheater Braunschweig
- Antigone von Sophokles, Schleswig-Holsteinischen Landestheater, 2008

### Filmmusiken
- 1977: Die eiserne Rose, Spielfilm von Dieter Schubert, Regie: Udo Witte, Hochschule für Film und Fernsehen der DDR (Potsdam-Babelsberg)
- 1987: Neidhardt von Gneisenau, Regie: Frank Rinnelt, DEFA-Studio für Dokumentarfilme, auf DVD im Bonus-Teil des Spielfilms Lützower bei Icestorm 2013
- 2003: Wolffs Revier, Episode: Die Mumie (TV-Serie), Sat.1
- 2003: Wolffs Revier, Episode: Tot oder lebendig (TV-Serie), Sat.1

### Filmrolle
- 1983: Zille und ick, DEFA-Musical-Film, Rolle: Kartoffelverkäufer, außerdem Synchronisations-Supervisor, Regie: Werner W. Wallroth

### Hörspielmusiken
- 1981: Hotte, einfach Hotte von Werner Buhss, Regie: Horst Liepach, (Rundfunk der DDR)
- 1981: Amadis von Gallien von Fritz Rudolf Fries nach Garci Rodríguez de Montalvo, Regie: Horst Liepach, (Kinderhörspiel in vier Teilen – Rundfunk der DDR)
- 1988: Die kleine Seejungfrau von Andrea Czesienski nach Hans Christian Andersen, (Hörspielmusik zusammen mit Wolfram Bodag), Regie: Werner Buhss, VEB Deutsche Schallplatten (Litera)

### Inszenierungen
- Die schöne Helena von Peter Hacks, Schlosstheater Schönbrunn, Wien, 2002
- Davon geht die Welt nicht unter. Lieder des deutschen Films 1933–1945, zusammen mit Ole Georg Graf, Max-Reinhardt-Seminar Wien, W.A. im Musikverein Wien, 2004
- Struwwelpeter nach Heinrich Hoffmann,  Musiktheater, Max-Reinhardt-Seminar Wien, 2005
- Haben Sie schon mal im Dunkeln geküsst?, Gesangsabend, Vorpommersche Landesbühne, 2006

## Tonträger
- 1988: Hans Christian Andersen: Die kleine Seejungfrau,  (Hörspielmusik zusammen mit Wolfram Bodag), Regie: Werner Buhss, VEB Deutsche Schallplatten Berlin, Litera 865414
- 2011: Wenn es Raachermannel naabelt – Weihnachtsgeschichten aus dem Erzgebirge (Sprecher mundartliche Lesung), Regie: Matthias Thalheim, MDR Figaro/Verlag Querstand, Altenburg, ISBN 978-3-95755-604-2